# アントニー・ホルボーン

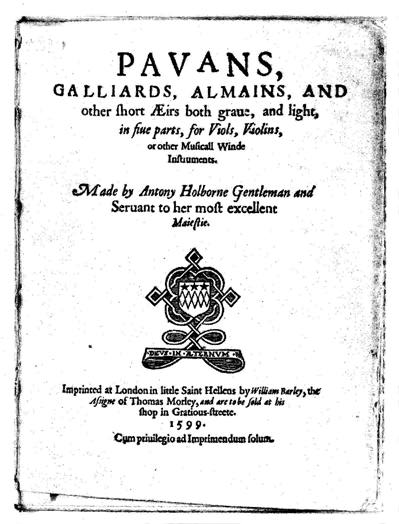
1599年に出版された『パヴァン集、ガリアード集、アルメーン集ならびにエア集』

アントニー（アンソニー）・ホルボーン（Anthony Holborne, 1545年ごろ – 1602年11月29日）は、イングランド後期ルネサンス音楽の作曲家。シターンやリュートのための独奏曲や、ヴァイオル・コンソートのための合奏曲など、こんにちでは器楽曲のみが注目されているが、生前は声楽曲や詩の創作に加えて、音楽理論書の執筆活動も手懸け、ジョン・ダウランドから「いとも気高いホルボーン」と呼ばれたように、エリザベス1世の宮廷音楽家では並び立つ者のない存在だった。

## 生涯
1562年にケンブリッジ大学に入学し、1565年よりインナーテンプル法学院に籍を置く。1584年に結婚する。1602年に「風邪」のために他界したとされている。
作曲家として同時代から最高の評価を受けており、ダウランドは『エア集 第2巻』（1600年）の第1曲《僕は見た、あの人が泣くのを》（I saw my lady weepe ）をホルボーンに献呈している。ホルボーンは自著の題扉で「エリザベス女王に仕えている」と述べているが、1590年代には外交使節の一員として、王室秘書官の初代ソールズベリー伯ロバート・セシルの宮廷にも勤めていた。ホルボーンの庇護者は、ペンブローク伯夫人で作家のメアリ・スミスであった。

## 作品
ホルボーンは、著作『シターン指南』（Cittarn Schoole 1597年）において、やはり作曲家であった兄弟ウィリアムのマドリガーレ6曲を掲載している。『シターン指南』はホルボーンの最初の著書であるが、自作のシターン独奏曲も載せている。序文でホルボーンはこれらの作曲について、若気の至り（「私の若さの時季外れの果実であり、私の拙い筆から生まれ落ちた子供」）であると謙遜しつつも、これらにたくさんの時間がかかったことをほのめかしている。
1599年に『ヴァイオルもしくはヴァイオリン属と管楽器のためのパヴァン集、ガリアード集、アルメーン集ならびにエア集』（Pavans, Galliards, Almains and other short Aeirs, both grave and light, in five parts, for Viols, Violins or other Musicall Winde Instruments ）を出版する。これは65曲の自作を含んでおり、16世紀に出版された舞曲集としては最大規模を誇る。パヴァン（パヴァーヌ）とガリアード（ガリアルド）を対にした組曲が大半を占め、残りの単体の舞曲がアルメーン（アルマンド）になっている。舞曲に分類できない単独の小品（近代的に言うなら、さしずめ性格的小品）も含まれている。このような小品は、しばしば意味深長で、または幻想的で、ときに滑稽な曲名が付けられている。このような中には、流行歌や劇のための挿入歌など、今となっては原型を辿ることができなくなった当時のイングランドの歌謡曲の編曲も含まれていると推測されている。